# HowToBasic
HowToBasic és un canal de comèdia de YouTube australià amb més de 17 milions de subscriptors. El creador dels vídeos no parla ni mostra la seva cara, i es manté anònim. El canal presenta principalment gags visuals estranys i destructius disfressats de tutorials. El canal va guanyar popularitat per primera vegada el 2013.
Des del febrer de 2023, HowToBasic és el cinquè canal de YouTube més gran d'Austràlia. El valor net estimat del canal és de 2 milions de dòlars EUA al novembre de 2018.
El canal es va suspendre breument en dues ocasions: una vegada el 2014 i una altra a finals del 2015 per presumptes infraccions de la política de YouTube sobre contingut enganyós.

## Descripció i història
El canal fa clic intencionadament als espectadors per primera vegada perquè creguin que és un canal d'aprenentatge, amb títols de vídeos, miniatures, descripcions, així com la descripció general del canal, afirmant que els seus vídeos són tutorials sobre diferents temes, amb un èmfasi particular en la cuina. El contingut real dels vídeos, en canvi, mostra l'home no identificat interactuant des del punt de vista amb els aliments i els objectes de moltes maneres, principalment llançant-los, destruint-los i creant-ne un gran embolic. Alguns vídeos han utilitzat gags addicionals, amb actors convidats i imatges relacionades. Originalment, els vídeos eren autèntics tutorials d'accions molt senzilles, com ara "Com agafar un paraigua" (el seu primer vídeo) o "Com abocar les begudes".
Un tema comú als vídeos és que es llença i es destrueix una gran varietat d' ous de gallina. Molts dels vídeos inclouen un mordaç corrent en què l'home dona un polze cap amunt (o de vegades la pistola o el dit mitjà) davant de la càmera mentre apunta la càmera cap a l'embolic creat, sovint grunyint. afirmativament. Això sol ser just abans d'acabar l'escena.
El 24 de març de 2018, HowToBasic va publicar el que semblava ser un vídeo de revelació facial. No obstant això, el vídeo va resultar ser una paròdia i una recopilació de YouTubers populars que es diuen ser el creador del canal, mantenint finalment l'anonimat del creador legítim. Més de 80 persones van tenir un cameo al vídeo, incloent Michael Stevens de Vsauce, Markiplier, Casey Neistat, Daym Drops, h3h3productions, jacksfilms, Andy Milonakis, iDubbbz, Boogie2988, JonTron, Maxmoefoe, Jacksepticeye, RoomieOfficial, Aunty Donna i Post Malone.
El dia dels innocents del 2018, el canal va publicar un veritable vídeo sobre com cuinar, on el subjecte intenta fer un curri vegà mentre resisteix la temptació dels ous i els productes carnis. En els anys següents, el canal ha continuat la tendència amb la publicació d'un vídeo de cuina el Dia dels Innocents amb el procés de cuina i menjar filmat en temps real (amb un rellotge visible a la fotografia), abans de ser destruït. Això va començar el 2019 amb "How To Make The Perfect Roast", on prepara i cuina un rostit durant una hora abans de llençar-lo a terra. Això es va repetir el 2020 amb la durada de tres hores "How To Make Pulled Pork"  i el 2021 amb "How To Make a Slow Cooked Beef Stew" que va durar més de vuit hores. Una iteració del 2022 mai es va publicar al canal.

## Cultura popular
El juny de 2013, l'home que hi havia darrere de HowToBasic va ser entrevistat com a part d'un butlletí de notícies d'Austràlia de les 18:00 per Nine News Perth, emès a STW. L'emissora va preservar el seu anonimat a la seva petició.